# Страйкбол
Страйкбо́л (от англ. strike — удар, ball — шар) — командная военно-тактическая игра на честность с применением специально разработанной мягкой пневматики.
Российский аналог командной игры, более известной как airsoft (англ. air — воздух, soft — мягкий) с использованием «мягкой пневматики» (разрешённая дульная энергия в России не более 3 Дж).
Приказом Министерства спорта Российской Федерации от 12.05.2020 страйкбол был включён во Всероссийский реестр видов спорта. За развитие страйкбола как вида спорта отвечает общественная организация «Федерация страйкбола».
Приказом Министерства спорта Российской Федерации от 16 ноября 2021 г. утверждены правила для проведения официальных соревнований по страйкболу.
Помимо официальных страйкбольных соревнований, проводятся сценарные игры с различными сюжетами. Правила таких игр регламентируются их организаторами или на региональном уровне.

## История появления
Существует легенда, что страйкбол зародился в Японии, когда после Второй мировой войны японцы лишились не только армии, но и права владения автоматическим оружием. Условия капитуляции необходимо было соблюдать, но для отработки тактики сил самообороны японцы придумали игрушечное «оружие», которое «стреляло» пластиковыми шариками. Вместо порохового заряда использовался сжатый газ, имеющий на порядки меньшую энергию, что позволило проводить тактические занятия без риска гибели обучаемых.

## Регламент

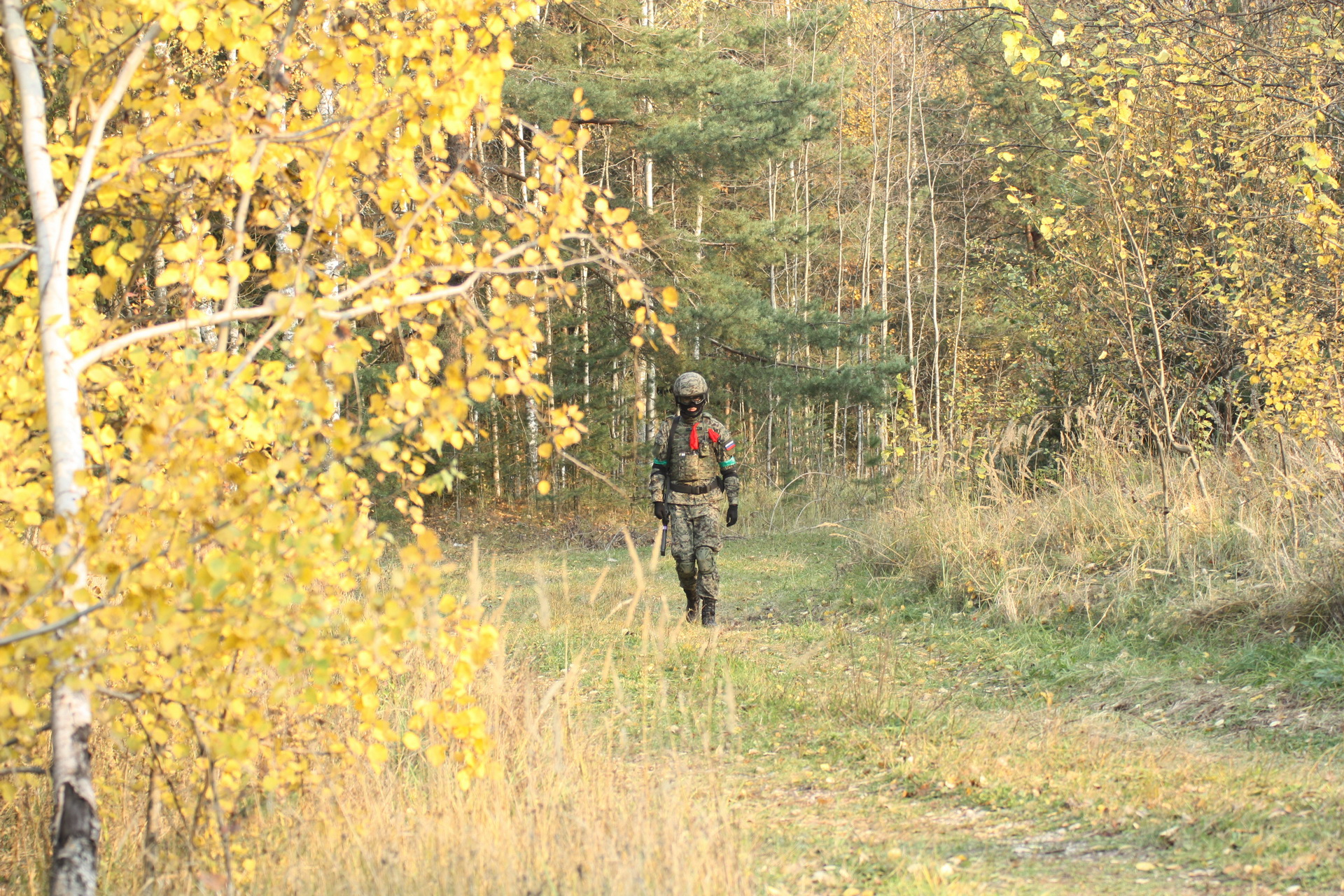
Момент игры. «Погибший» игрок повесил красную повязку

Суть игры заключается в командном выполнении поставленных сценарием задач с соблюдением правил игры. К участию допускаются психически уравновешенные граждане, не пребывающие в состоянии алкогольного (за редким исключением) и наркотического опьянения.
В качестве игрового снаряжения игроки используют так называемую мягкую пневматику, приводимую в действие электродвигателем, запасом сжатого газа (газовой смеси, углекислоты) или мускульной силой самого игрока. В снаряжение игрока также обязательно входит защитная амуниция, в том числе защитные очки. Игрок без защитных очков, выдерживающих в упор попадание пластикового шарика из самого мощного используемого в игре привода, к участию в игре не допускается.
Игра ведётся на честность, до первого попадания (исключение — милсим, где допустимы ранения), поэтому никакие споры между игроками во время игры не допускаются. Игроки, выясняющие отношения между собой во время игры, выбывают из неё до самого конца.
Честность играющих является краеугольным камнем страйкбола, поскольку ответственность за соблюдение правил (в отличие от пейнтбола) лежит на игроках. Это означает, что поражённый по правилам игрок должен самостоятельно признать факт поражения, незамедлительно надеть хорошо различимую повязку красного цвета либо поднять вверх руку и следовать в лагерь либо иное оговорённое сценарием место.
Длительность одной игры составляет от нескольких часов до нескольких суток (в зависимости от территории, игрового сценария и количества игроков). На играх могут устанавливаться различные более жёсткие условия участия — например, соответствие снаряжения определённому образцу.

## Типы игр
Существуют несколько типов игр, отличающихся целями, местом проведения, задействованной экипировкой, требованиями к участникам и так далее. Самые распространённые и популярные типы игр — «Колбаса», CQCS, MilSim и ARW.

### «Воскреска»
Или «колбасные войны», обиходное название относительно коротких игр на небольшой площади независимо от типа территории. Без преувеличения, «колбаса» — это начало начал страйкбола в России. Именно динамичные игры практически на любой местности, по своей сути представляющие воплощение компьютерных игр в реальности, послужили (не без заслуг китайских производителей страйкбольного оружия) толчком для вовлечения, распространения и дальнейшего качественного роста и популяризации страйкбола.

### Ролевые игры
Или «страйкбольные ролевки», ролевые игры живого действия, использующие страйкбольные элементы (оружие, снаряжение, механики). Часто ролевые игры симулируют события в вымышленном мире, однако существуют примеры страйкбольных ролевых игр в историческом сеттинге. Популярным сейчас является сталкерстрайк (страйкбольные игры по вселенной игры S.T.A.L.K.E.R.).

### CQCS
CQCS (Close Quarters Combat Simulation) или CQB (Close Quarters Battle) — бои на короткой дистанции до 100 метров максимум. Обычно, бои ведутся между группой разного размера или же подразделений. Стрельба ведётся до 100 метров из мягкой пневматики которая копирует оружия малого калибра ближней и/или средней дистации. Бой такого типа отличается жёсткостью, внезапностью, слаженностью команд.
Некоторые особенности:
- Присутствует ограничение по тюнингу оружия — максимальной скорости вылета шара;
- Разрешено использование рукопашного боя в оговорённых правилами пределах.

Отличие от урбана (городского боя):
- Бои могут вестись не только в квартирах, но и открытых помещениях (большие помещения, очень густые леса/джунгли) и закрытых (тунели, бункеры, торговые центры и т. п.)
- Бои проходят обычно автоматическим огнём.
- Ведётся постоянный бой людьми с хорошей выносливостью, оптимальным и лёгким снаряжением и уменьшенным силуэтом.

### Military simulation
MilSim или «military simulation» — предполагает подражание действиям настоящих солдат.
Некоторые особенности :
- Форма одежды обязательно должна соответствовать обыгрываемому периоду и подразделению;
- Использование магазинов только типа «механический» (50—130 шаров в одном);
- Магазины типа «бункерный» (400—2000 и даже 5000 шаров) могут использовать только пулемётчики;
- Иногда довольно тяжело для новичков из-за большей продолжительности, чем в других играх.
- Редко встречается отличие от других игр в виде одной «жизни» на всю игру.

### ARW
ARW или «airsoft real war» — проходит без ограничений по времени, без оживлений, с «ранеными» и при ограниченном боекомплекте. Правила требуют наличия в магазине такого количества шаров, какое предусмотрено в боевом прототипе (например, если в боевом магазине АК-74 30 патронов, то в «механическом» магазине страйкбольного аналога на 100 шаров можно использовать только 30). Игроки умирают только один раз за игру.
Правила смешиваются в любых пропорциях. На больших официальных играх играют по правилам устраивающей игру организации. По договорённости между командами, к обычным правилам добавляют ранения и ограничивают боезапас. Патронные ящики введены и на бои — нельзя дозаряжаться, а ящики игроки таскают между контрольными точками. Также неофициальные игры могут отличаться неординарным сюжетом, требовать от игроков решения непривычных задач, иметь больше интересных «пакетных» заданий и даже включать ролевые элементы.

### Официальные игры
Большие игры — это прежде всего ежегодное открытие и закрытие страйкбольного сезона, а также некоторые тематические игры. На такие игры приезжают игроки из многих городов, а иногда и из-за рубежа. Общее количество играющих может достигать нескольких тысяч человек. Для создания антуража на большие игры может привлекаться техника: грузовики, боевые машины, БТРы, водный транспорт, танки, авиация. Открытие и закрытие по версии Ассоциации страйкбола  трактуются как фестивали страйкбола.

### Приватные игры
Приватные игры организуются для проведения игр с усиленными требованиями по антуражу либо практической проверки планируемых нововведений в правила. Присутствовать на них могут только приглашённые команды или игроки. На подобных играх могут вводиться некоторые ограничения, не предусмотренные общими правилами страйкбола, или сниматься некоторые предусмотренные.

### Международные игры
Крупнейшими в Европе страйкбольными играми считаются игры серии «Berget».

## Типовые сценарии игр

### Игра на выбывание
Команды начинают от определённых точек (респаунов), убитые игроки возвращаются на эту точку и возрождаются. Может быть, что для возрождения в «мертвяке» должно одновременно находиться больше одного игрока или игрок должен отсидеть определённое время (в которое входит время пути от места смерти). Побеждает последняя команда, у которой остались живые игроки, либо имеющая на момент окончания времени больше убитых противников.

### «Мясо»
Разновидность предыдущего, но без ограничений по количеству и времени возрождения. Чаще всего имеет ограничение по времени и используется в качестве разминки перед основной игрой. Счёт не ведётся, а победитель не определяется.

### Захват флага
Команды должны захватить и доставить на свою базу флаг противника. В качестве флага может выступать любой другой предмет.

### Удержание
Необходимо взять под контроль определённую точку и удерживать определённое время, после чего она переходит под контроль захватившей её команды.

### Штурм-оборона
Одна команда обороняется, вторая атакует. Если обороняющиеся продержались заранее оговорённое время (например, остались живые игроки), они победили. Иначе побеждают атакующие. Чаще всего у защищающихся по одной жизни, у атакующих по несколько.

### Бомба
Одна команда должна заложить и взорвать бомбу в определённой точке, вторая должна ей помешать заложить бомбу, или обезвредить.

### Найти и уничтожить/защитить
Где-то на игровом поле находится игрок, который представляет собой, например, сбитого лётчика. Одна команда должна эвакуировать его к себе на базу, другая убить или захватить. При этом как свои, так и чужие могут знать его примерное местонахождение.

### VIP
Одна команда — телохранители, которые должны провести игрока-цель в определённое место или по определённому маршруту живым. Другая команда должна убить или похитить этого игрока. Вместо игрока может быть какой-то предмет.

### Американка
Несколько команд начинают игру, как правило, по квестовым заданиям организатора. Все «погибшие» становятся членами новой команды, численность которой растет с течением игры. Эта команда является противником всех остальных команд, и, так как их численность уменьшается с течением времени, то они постепенно объединяются до тех пор, пока не остаётся всего две команды. Это команда из всех «погибших» и команда из всех «выживших». Рост команды «погибших» может быть остановлен организатором на определённой стадии игры. Это зависит от многих факторов: конечной цели игры, балансировки игровых сторон, оставшихся задач, способностей игроков, рельефа игрового полигона и т. д. В конечном итоге побеждает та команда или игрок, которые выполнили задачи, поставленные организатором. Это может быть как победа одной из команд, так и достижение какой-либо цели одним игроком (к примеру, остаться последним выжившим или прорваться к определённой точке игрового полигона).

## Распространение страйкбола

### Страйкбол в мире
В Японии или США страйкбол является видом спорта. В этих странах созданы официальные страйкбольные сообщества и ассоциации, например Columbus Airsoft Association.

### Страйкбол в России
Страйкбол был создан в России как местная разновидность игры с экипировкой класса мягкая пневматика в 1997 году. 12 мая 2020 года был признан Минспорта РФ официальным видом спорта. Федерация страйкбола России - официальное страйкбольное сообщество,  проводит игры по спортивному страйкболу в 5 дисциплинах: тактический биатлон, бункер, встречный бой, захват базы и трудная мишень. Остальные виды игры не считаются спортом, а разновидностью развлечения и активного отдыха.
В РФ существует много страйкбольных команд. Например, в Санкт-Петербурге их более 150.

## «Вооружение»

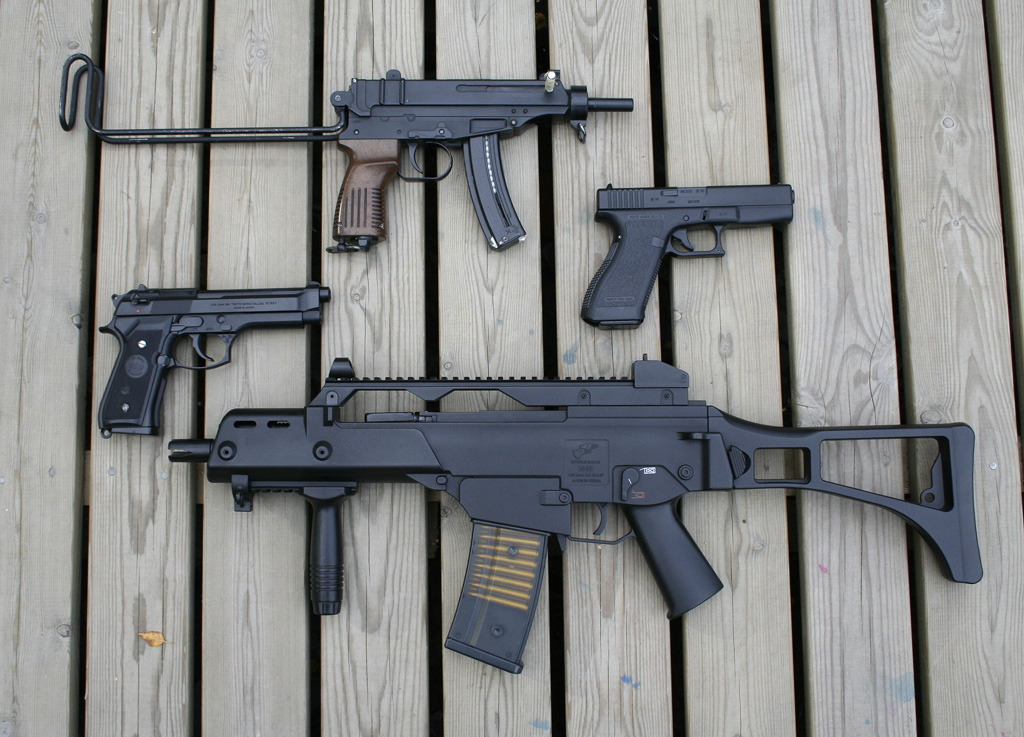
Оружие для страйкбола

Основным элементом экипировки страйкболиста является его игровое снаряжение класса мягкая пневматика (англ. airsoft), метающее с помощью сжатого воздуха или газовой смеси пластиковый шарик диаметром 6 мм (или иногда 8 мм) весом от 0,12 до 0,43 г. По желанию можно использовать резиновые ножи.

### Принцип работы
По принципу работы существуют четыре вида «приводов»:

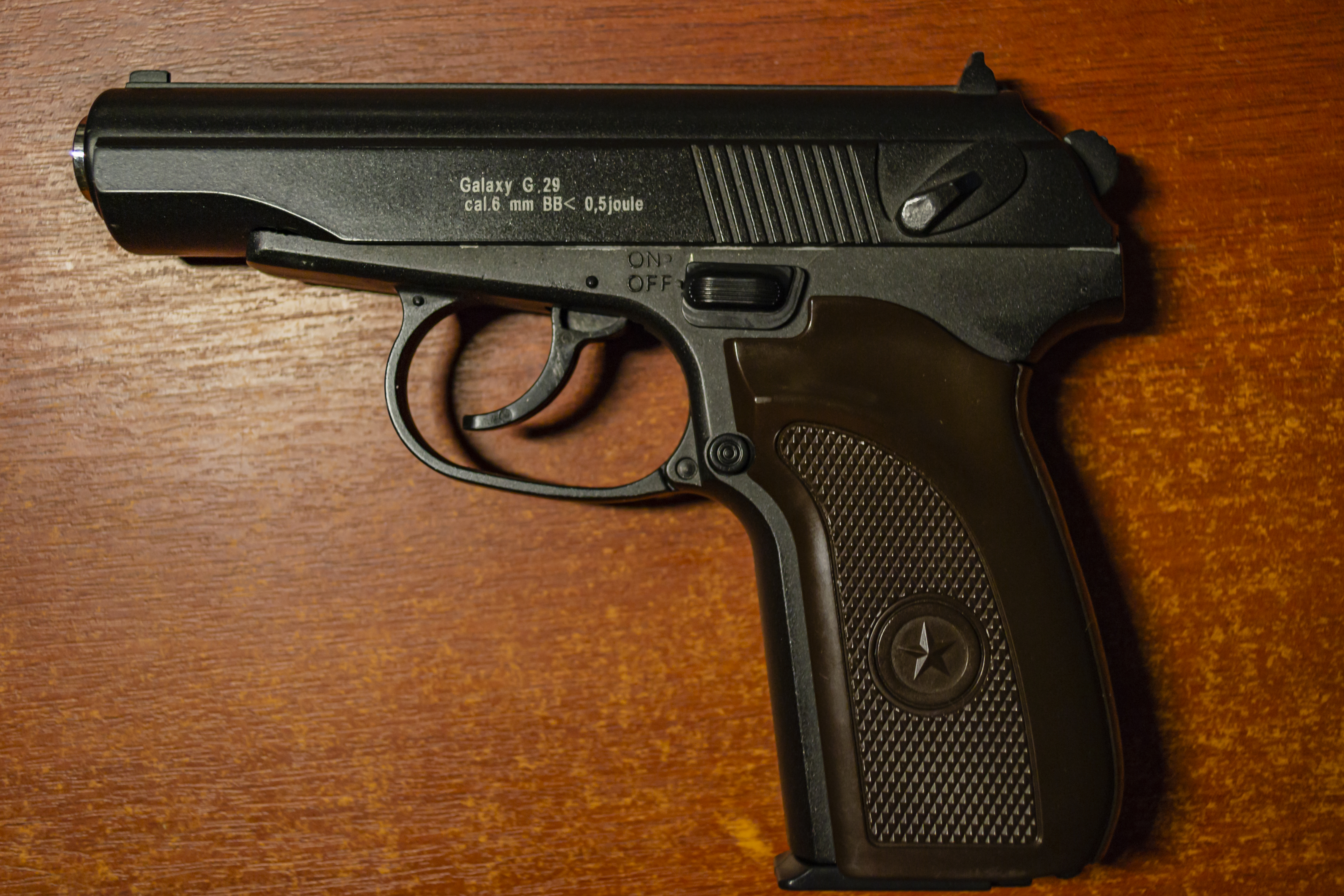
Страйкбольная модель пистолета Макарова системы spring

- Страйкбольная модель пистолета Макарова системы spring Пружинно-поршневые (spring) — взвод пружины осуществляется с использованием мускульной силы игрока. В основном это снайперские винтовки и дробовики, а также иногда пистолеты.

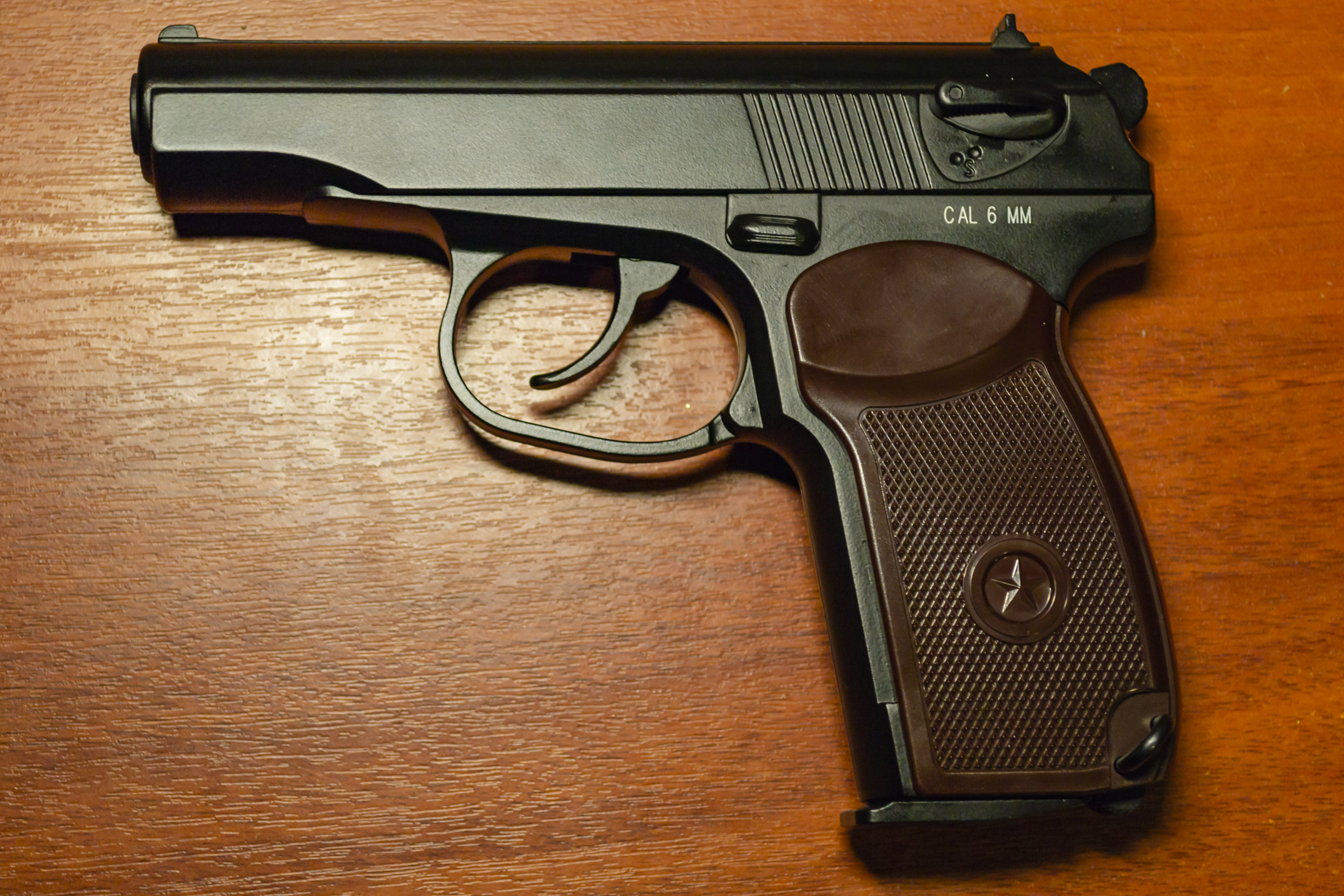
Страйкбольная газовая модель пистолета Макарова без движения затворной рамы

Иллюстрация работы AEG gearbox версии 3

- Страйкбольная газовая модель пистолета Макарова без движения затворной рамыСтрайкбольная модель автомата Калашникова АК-74МИллюстрация работы AEG gearbox версии 3 Электропневматические (AEG) — наиболее распространённый в страйкболе тип экипировки. Работает посредством электродвигателя с редуктором, питающегося от аккумулятора. В качестве аккумуляторов используются LiPo, LiFe, а также NiMH, ёмкостью, в среднем, от 900 до 4000 mAh и напряжением 7,4–11,1 В. В первую очередь это автоматы, пулеметы и снайперские винтовки, а также иногда пистолеты.

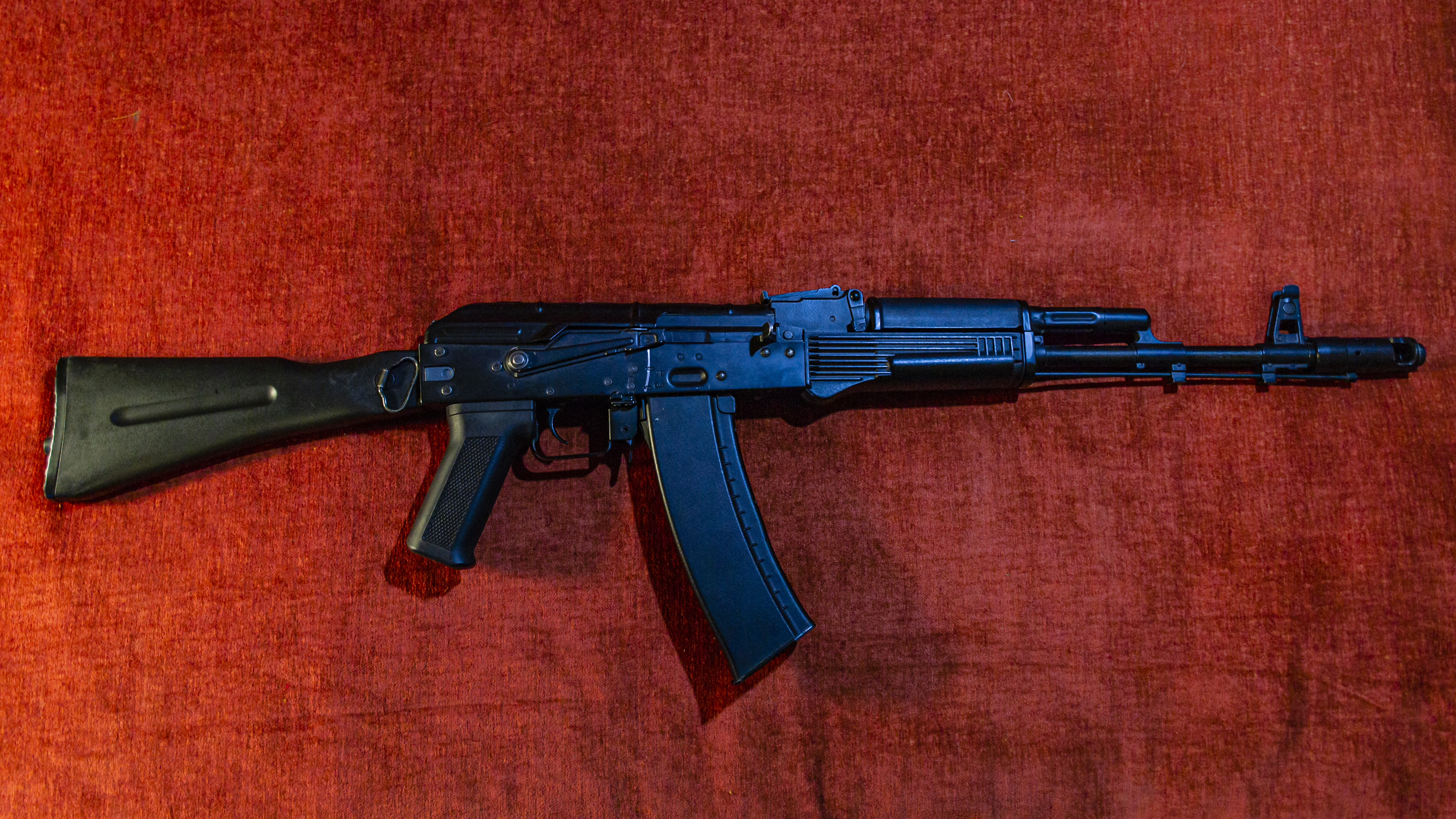
Страйкбольная модель автомата Калашникова АК-74М

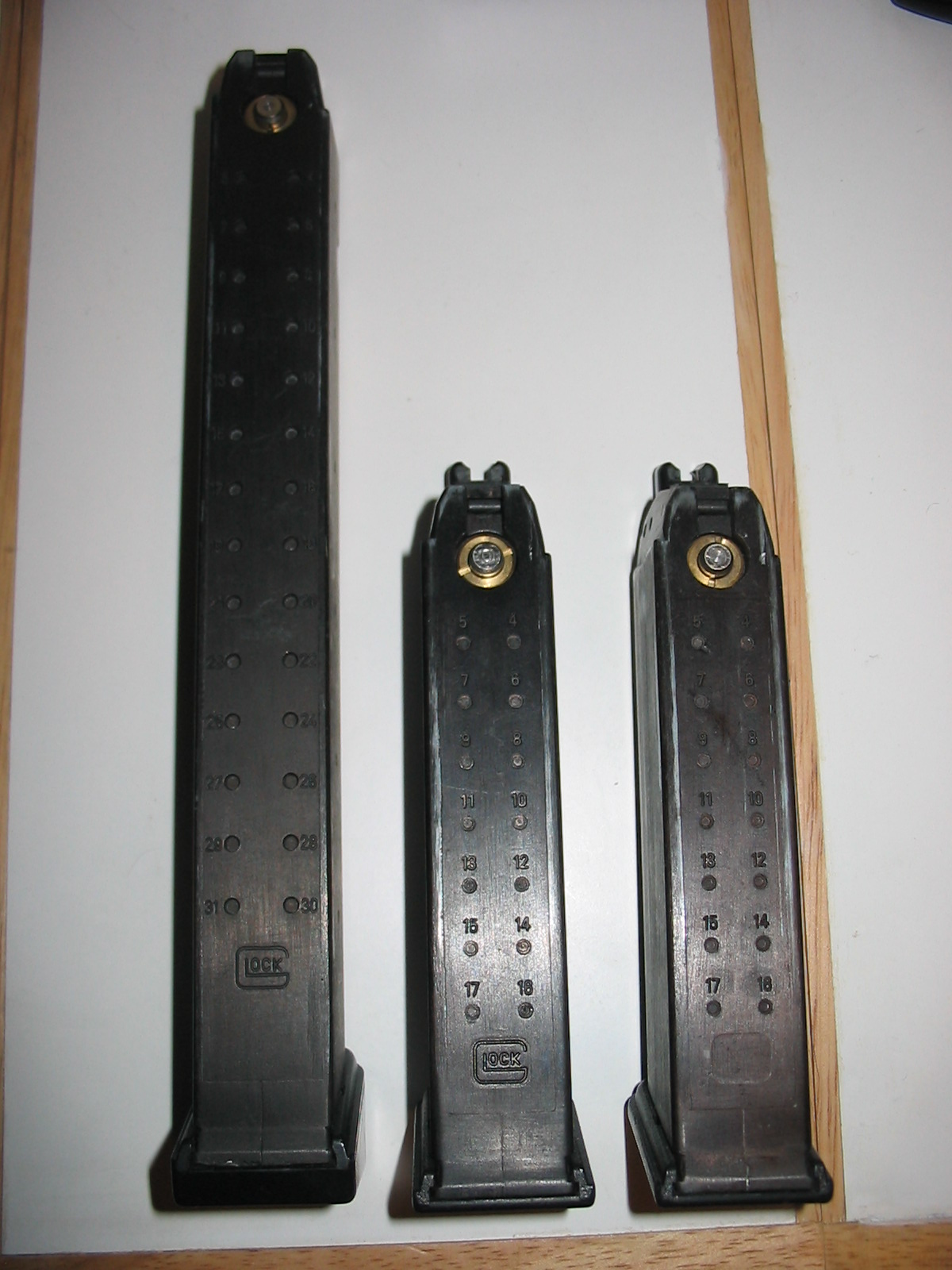
Газовые магазины для пистолета

- Газовые магазины для пистолета Газовые (GAS) — в основном пистолеты, иногда снайперские винтовки и дробовики, крайне редко — автоматы. По своей конструкции идентичны, независимо от используемого газа. Различие лишь в способе его подачи. Газовые пистолеты способны имитировать работу своего огнестрельного прототипа при помощи функции «Blowback» (газ не только выталкивает шарик из ствола, но и имитирует отдачу, позволяя подвижному затвору отходить назад).
  - на CO2 — используют в качестве рабочего тела баллоны углекислого газа, обычно ёмкостью 12 г, вставляемые в магазин снизу, либо в рукоять пистолета, при несъёмном магазине.
  - на «цветных» газах — используются газы, состоящие из смеси пропана, бутана, силиконовой смазки и других компонентов, поставляемые в баллонах от 0,5 до 2 л. Рабочими резервуарами газа являются магазины приводов. Наиболее распространённым «цветным» газом является Green Gas. Помимо него существуют Red Gas, Yellow Gas, Blue Gas и Black Gas. Каждый из газов имеет своё давление и оказывает различное воздействие на шарик. Газы более высокого давления дают высокую скорость, но возрастает износ механизмов оружия.
  - Некоторые модели оружия способны использовать оба типа газа в зависимости от используемых магазинов
- На воздухе высокого давления (ВВД) — работают от баллонов с воздухом, подключённым через шланг, либо установленных в приклад привода (система airstock). Самый редкий тип привода. Используется во всех типах оружия.

#### Производители "приводов" (оружия)
Существует множество производителей страйкбольного оружия, среди которых AGM, ASR, APS, Arcturus, ARES, A&K, Both Elephant, Celcius Technology, Classic Army, CYMA, D-Boys, DeepFire, Double Eagle, Echo 1, E&L, Evolution Airsoft, G&G, G&P, HFC, ICS, Jing Gong, King Arms, KJ Works, KSC/KWA, KWC, LCT, MadBull Airsoft, Magpull, Marushin, Maruzen, ProAirsoft, Snow Wolf, SRC, S-thunder, Specna Arms, swiss Arms, Systema Engineering, Taurus, TLSFX, Tokyo Marui, Vega Force Company, WE, Well и другие.

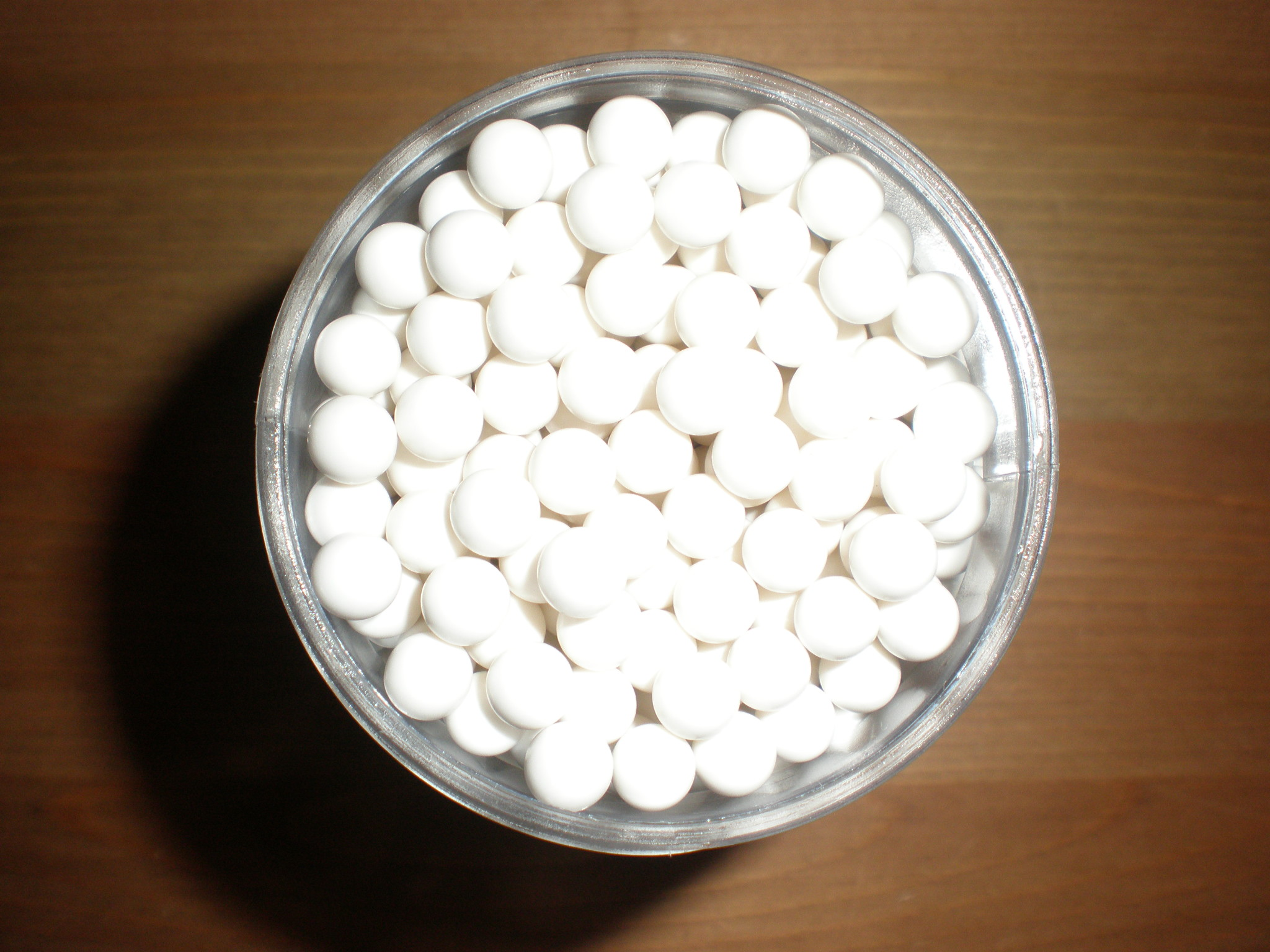
Шары

### Шары
Применяются шары от 0,12 до 0,5 грамм, однако на практике 0,12-граммовые шары используются лишь в гранатах, а для приводов используются шары от 0,20 г. Самые распространённые шары — белые пластиковые массой 0,25-0,30 г. Шары массой до 0,4 г используются в основном снайперами. Помимо белых шаров существуют шары и других цветов.
Существуют также биоразлагаемые шары (безопасные для окружающей среды), практически не используемые на практике, и флуоресцентные/трассёрные шары (используются на ночных играх и играх в темноте).

### Гранаты
В качестве игровых гранат используются имитации (не всегда внешне похожие на настоящие гранаты), наполненные лёгкими шарами, горохом или просто производящие хлопок. В качестве взрывчатого вещества гранат используются петарды. Обычно разделяются по мощности на «Корсар 4» или «Корсар 6». Использование самодельных гранат на играх чаще всего не допускается в связи с техникой безопасности.

## Снаряжение
Обязательным элементом экипировки игрока являются защитные очки. Они должны быть сделаны из прочного, небьющегося материала, способного выдержать выстрел в упор из самого мощного привода, используемого в данной игре. Чаще всего это поликарбонат и металлическая сетка.
Рекомендуемым, особенно при игре в помещении, является маска на лицо, способная защитить щёки и зубы. 
Остальная экипировка: форма, наколенники и налокотники, шлемы и каски, шарфы и маски-подшлемники. Расцветка камуфляжа подбирается из требований внутри команд.

## Классификация игроков

### Классификация по сторонам игр
| Страна       | Камуфляж                                                                                             | Оружие |
| ------------ | --- | --- |
| США          | woodland (bdu), desert tri-colour (dcu), acu, multicam и др.                                         | штурмовые винтовки M-серии (M16, M4A1), FN SCAR L(H); снайперские винтовки Barret M82A1, M14 и M24; пистолеты Colt 1911 и Beretta; пулемёты FN M249 и Mk 46 |
| Германия/ФРГ | flecktarn и др.                                                                                      | штурмовые винтовки G-серии (G3, G36 и модификации); снайперские винтовки Barret M82A1, G3A; пистолеты Heckler und Koch (USP); пистолеты-пулемёты HK MP7 и HK UMP, а также MP5 (модификации), пулемёт HK MG 3 / 4, G27 / 28 / 38, HK416/417 |
| СССР / РФ    | русская цифра, ВСР-93 и ВСР-98, Горка Р (и аналоги), Берёзка, Излом, Кукла (Смог), Сурпат, Мультикам | автоматы АК-серии (АК, АКМ, АК-74, «сотая» серия, АК-12 / 15 / 19), АН-94, АЕК, АС «Вал», 9А-91, СР-3 «Вихрь», СР-3М; снайперская винтовка СВД, а также специальная снайперская винтовка ВСС «Винторез», ВСК-94, ВССК «Выхлоп», СВ-98; пистолеты ПМ, ПЯ «Грач», АПС, допускается австрийский пистолет Glock в командах, моделирующие спецподразделения, использующие данные пистолеты; пистолет-пулемёт ПП-19 «Бизон», MP5N (спецслужбы), P-90 (моделирующим ЧВК и ФСО); пулемёты РПК, ПКМ и ПКП «Печенег», Hk417 / 416 |
| Китай        | multicam red или blue, «излом»                                                                       | автоматы Type-серии (Type95/97/03), китайские модификации АК; снайперская винтовка M99 и СВД; пистолеты type-серии; пистолеты-пулемёты NR08 |

Также в страйкболе принято условное разделение игроков, придерживающихся определённого образа, на «светлых» (СССР и РФ), и «тёмных» (НАТО). Вне классификации идут остальные страны (например Китай), а также ЧВК, гражданские, бандиты, террористы и полиция.

### Классификация по снаряжению
- «Реконструкторы» — максимально копируют выбранное подразделение. Бывают как обособленные, так и публичные, играющие на больших играх.
- «Моделисты» — стараются быть внешне похожими на выбранное подразделение, но не вдаются в полную реконструкцию. Допускается использование реплик и муляжей оригинального снаряжения, а также небольшие отступления от прототипа.
- «Единообразники» — команды, которые либо никого не моделируют вовсе, либо придерживаются «собирательного» образа армии определённой страны, но одеваются в одно и то же и вооружаются одинаковыми приводами.
- «Покемоны» (локальное применение) — игроки, одетые без какого либо шаблона, но внешне отдалённо похожие на военных (например, игрок с АК, одетый в американский камуфляж с шевронами Альфы и немецкий бронежилет) или использующие снаряжение, не имеющее боевых аналогов; команды, у которых общего максимум расцветка камуфляжа или его наличие. У остальных групп игроков вызывают неоднозначное отношение. Многими игроками сюда добавляются ЧВК.
- «Дрищи» — без какой-либо военной экипировки и спецодежды (в гражданской одежде).
- «Прокатчики» — игроки, использующие выданное им организаторами или магазинами прокатное снаряжение.
- «Сталчки» — игроки, придерживающиеся образа персонажей из вселенных «S.T.A.L.K.E.R.» и «Метро 2033».

## Критика страйкбола

### Травмоопасность
Необходимость обязательно защищать глаза во время игры не спасает игроков от многочисленных травм: переломы рук и ног при падениях на игровой территории, выбитые зубы, перфорация щёк и ушей. Травмоопасность страйкбола определяется как характером территории, на которой проходит игра (обычно — пересечённая местность либо здания), так и опытом игроков. Игроки со стажем стараются заранее проинспектировать игровой полигон на предмет опасных мест. Тем не менее настоятельно рекомендуется каждому игроку иметь аптечку, и по возможности владеть навыками оказания первой медицинской помощи.

## Отношение общественности
В Челябинске был вынесен первый приговор за хранение самодельных взрывных устройств: страйкболист, собравший дома самодельные взрывные устройства и задержанный на Южноуральской ГРЭС, получил 2 года условно с отсрочкой на год. В производстве остаются и другие дела.
Некоторые несознательные игроки появляются в игровом снаряжении и приводами вне игровых площадок, в публичных местах, что может вызвать панику среди граждан, путающих игроков с бойцами действующих военных подразделений. Бывали случаи стрельбы в общественных местах. Такое поведение вызывает негативную реакцию в сообществе страйкболистов. К нарушителю могут применяться санкции, вплоть до полного запрета посещения игр.